# Rezerwat przyrody Źródliska Jasiołki
Źródliska Jasiołki – rezerwat przyrody w województwie podkarpackim, położony na terenie miejscowości Jasiel i Rudawka Jaśliska (gmina Jaśliska, powiat krośnieński) oraz miejscowości Wisłok Wielki (gmina Komańcza, powiat sanocki). Leży w obrębie Jaśliskiego Parku Krajobrazowego.
- numer według rejestru wojewódzkiego – 41
- powierzchnia – 1571,90 ha[1] (akt powołujący podawał 1585,01 ha)
- dokument powołujący – M.P. z 1994 r. nr 5, poz. 46
- rodzaj rezerwatu – krajobrazowy
- przedmiot ochrony (według aktu powołującego) – naturalne zbiorowiska roślinne obejmujące źródliskowe obszary rzek Wisłok i Jasiołka